# Okręg dolnośląski Kościoła Adwentystów Dnia Siódmego w RP
Okręg dolnośląski – jeden z sześciu okręgów diecezji zachodniej Kościoła Adwentystów Dnia Siódmego w RP. Terytorialnie obejmuje zbory i grupy znajdujące się w granicach województwa dolnośląskiego. Siedziba okręgu znajduje się we Wrocławiu.
Aktualnie do okręgu dolnośląskiego należy 8 zborów, 3 grupy i 5 stacji duszpasterskich.
Seniorem okręgu dolnośląskiego jest pastor Andrzej Majewski ze zboru w Świdnicy. 

## Zbory
| Miejscowość  | Jednostka             | Pastor                 | Starszy zboru         | Rok założenia |
| ------------ | --------------------- | ---------------------- | --------------------- | ------------- |
| Bolesławiec  | zbór w Bolesławcu     | kazn. Andrzej Majewski | Ryszard Kmiecik       |               |
| Jelenia Góra | zbór w Jeleniej Górze | kazn. Andrzej Sieja    | Krzysztof Świerkowski | 1910          |
| Legnica      | zbór w Legnicy        | kazn. Andrzej Sieja    | Czesław Ginda         | 1902          |
| Lubin        | zbór w Lubinie        | kazn. Andrzej Majewski | Marcin Dąbrowski      | 1924          |
| Ziębice      | zbór w Ziębicach      | kazn. Piotr Hoffmann   | Daniel Kania          |               |
| Świdnica     | zbór w Świdnicy       | kazn. Andrzej Majewski | Tomasz Stolarczyk     | 1907          |
| Wałbrzych    | zbór w Wałbrzychu     | kazn. Andrzej Majewski | Jan Ostrowski         | 1910          |
| Wrocław      | zbór we Wrocławiu     | kazn. Piotr Hoffmann   | Leszek Wiewióra       | 1901          |

## Grupy
| Miejscowość   | Jednostka              | Pastor                 | Starszy zboru     | Rok założenia |
| ------------- | ---------------------- | ---------------------- | ----------------- | ------------- |
| Lubań         | grupa w Lubaniu        | kazn. Andrzej Majewski | Romualda Urbańska | 1908          |
| Lwówek Śląski | grupa w Lwówku Śląskim | kazn. Andrzej Sieja    | Jan Sycz          |               |
| Kłodzko       | grupa w Kłodzku        | kazn. Adam Sobaszek    | Adam Sobaszek     |               |

## Stacje duszpasterskie
Dojazdowe stacje duszpasterskie, w których nabożeństwa odbywają się nieregularnie (raz lub kilka razy w miesiącu) według ogłoszenia, obejmują następujące miejscowości:
- Kamienna Góra,
- Nowa Ruda,
- Oleśnica,
- Radochów,
- Zgorzelec.